# Deutsche Akademie für soziale und pädagogische Frauenarbeit
Deutsche Akademie für soziale und pädagogische Frauenarbeit war eine der ersten Bildungsinstitutionen mit dem Charakter einer Einrichtung auf Hochschulniveau von Frauen für Frauen zur Weiterentwicklung innerhalb der Sozialen Arbeit. Darüber hinaus sollte sie Frauen für die Ausbildung von Sozialarbeiterinnen, Kindergärtnerinnen, Jugendleiterinnen, Kinderpflegerinnen und höhere Verwaltungsposten qualifizieren, ferner Forschungsprojekte initiieren und Vortragsreihen für ehrenamtliche und professionelle Helferinnen in Sozialer Arbeit durchführen. Zudem gab es eine Abteilung zur Ausbildung von Schwestern in leitender Stellung sowie ein Institut für Hauswirtschaft, das der Weiterbildung von Hauswirtschaftslehrerinnen diente. Die Institution wollte keineswegs jenen Frauen, die einen wissenschaftlichen Beruf zustreben, ein Universitätsstudium ersetzen.

## Geschichte

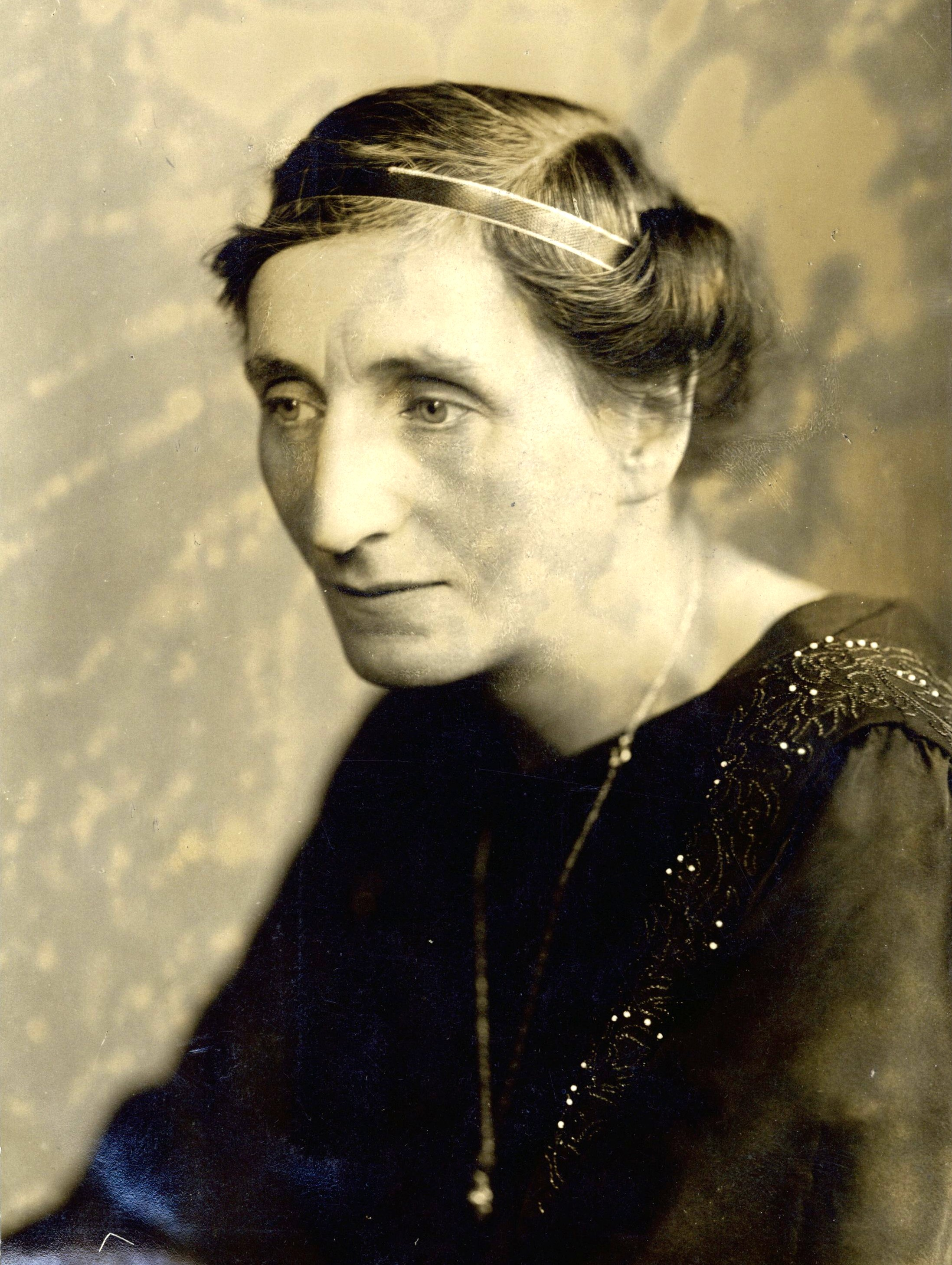
Alice Salomon, Gründerin der Akademie

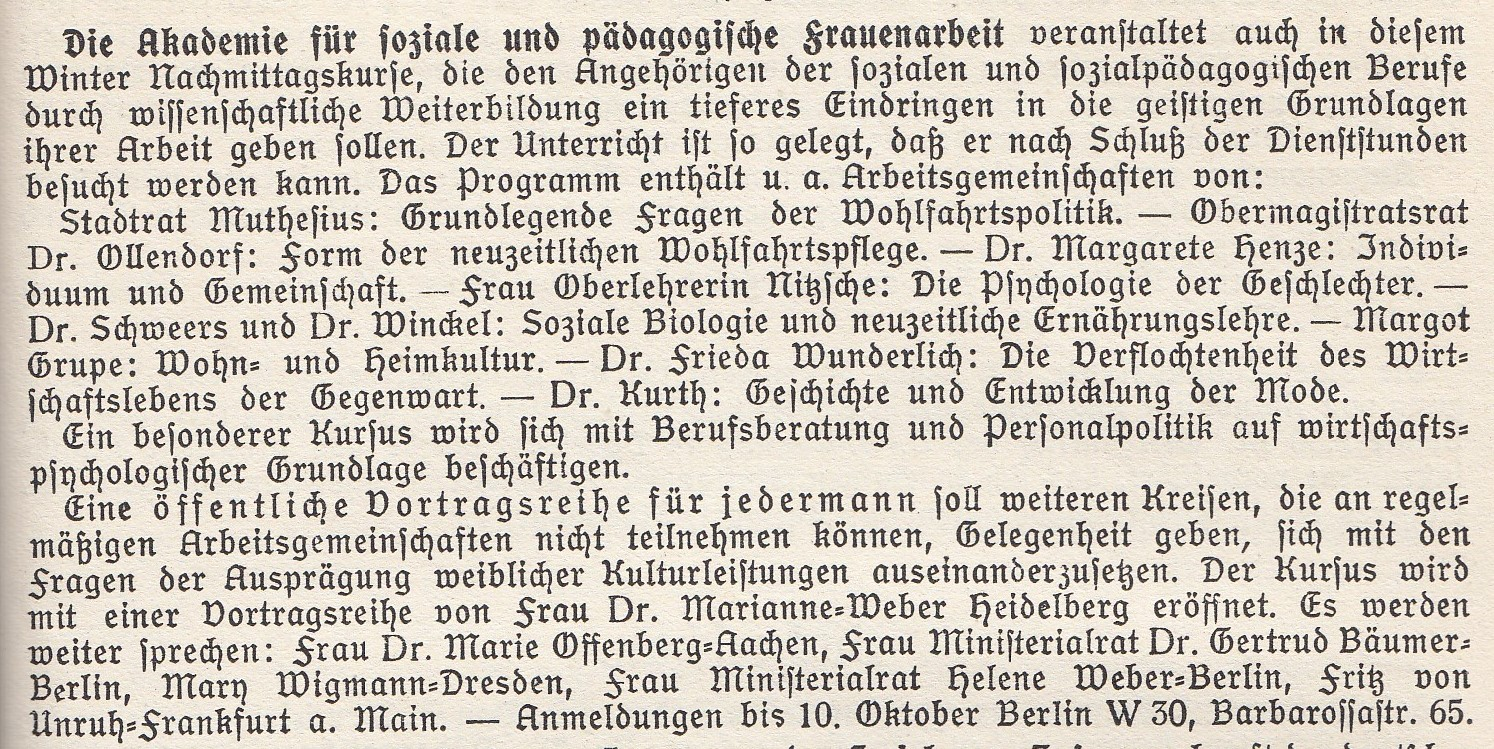
Werbung für Kurs an der Akademie

Am 25. Mai 1925 gründete Alice Salomon die Frauenakademie, unterstützt von der Avantgarde der damaligen Wohlfahrtspflege. Dazu gehörten Marie Baum, Gertrud Bäumer, Hildegard von Gierke, Helene Weber, Siddy Wronsky, Eduard Spranger, Hans Muthesius und viele weitere Personen und Körperschaften. Geleitet wurde die Einrichtung von Alice Salomon als Vorsitzende des Vorstands, ab 1928 zusammen mit Hilde Lion.
Der offizielle Lehrbetrieb begann im Oktober des Gründungsjahres in den Räumen der Sozialen Frauenschule in Berlin-Schöneberg mit 10 Kursen und insgesamt 358 Teilnehmerinnen: Jugendleiterinnen, Berufs- und Fachschullehrerinnen, Wohlfahrtspflegerinnen etc. Die Gründungsidee kam zweifellos aus den USA:

„Salomon wußte, daß man Sozialarbeit 'in den heiligen Hallen' der deutschen Universitäten nicht als Ausbildungsgang etablieren konnte. Die Stellung der Akademie sah sie eher als anolog zu technischen, künstlerischen oder landwirtschaftlichen Hochschulen.“

Über Ziel und Aufgabe der Frauenhochschule schrieb Alice Salomon:

„Die Akademie wendet sich nicht an die Masse der Frauen. Sie will besonders begabte, die über die mittleren Leistungen hinausstreben, weiter bilden, ihnen zu äußerem Aufstieg wie zu einem tieferen Eindringen in die geistigen Grundlagen ihres Berufes helfen. Die pädagogische wie die soziale Arbeit braucht Führerinnen für höhere und leitende Posten. Sie braucht Menschen, die über die Tagesarbeit hinaus der sozialen und pädagogischen Arbeit neue Ziele stecken. Die Akademie will aber auch zu einer Stätte werden, in der Lehrkräfte für die sozialpädagogischen Bildungsanstalten wie Frauenschulen und Wohlfahrtsschulen ausgebildet werden. Denn aus dem Mangel an Frauen, die für solche Aufgaben geeignet sind, erwächst der Entwicklung der höheren Fachschulen dieser Gebiete eine wirkliche Gefahr.“

Ab 1926 konnten die Akademiestudentinnen, die aus ganz Deutschland und teilweise auch aus den benachbarten deutschsprachigen Ländern kamen, wählen zwischen einjährigen Vollstudienkursen und zwei- bis dreijährigen berufsbegleitenden Abendstudienkursen. Zum Studium gehörten neben einer Vielfalt von theoretischen Fächern (z. B. Fürsorgerecht, Soziologie und Volkswirtschaft, Psychologie, Pädagogik und Anstaltswesen) Besichtigungen von Einrichtungen der Wohlfahrtspflege und Betrieben, ebenso die Teilnahme an Tagungen und Kongressen sowie Studienreisen, die u. a. nach Holland, Österreich und England führten.
Einen gesonderten und besonderen Aufgabenkreis bildeten die Mütterkurse und die Ausbildungskurse von Schwestern in leitender Stellung.
Vorträge und Vorlesungen wurden nicht nur von Frauen, sondern auch von Männern gehalten. Dazu zählten so bedeutende Wissenschaftler der Zeit wie Albert Einstein, Carl Gustav Jung, Ernst Cassirer, Theodor Heuss, Eduard Spranger, Ludwig Klages, Paul Tillich, Romano Guardini, um nur einige der vielen zu nennen. Letztgenannter hielt beispielsweise Vorträge/Referate über: Vermenschlichung der Person (1925), Ethisch-religiöse Grundfragen der Existenz (1927) und einen Vortragszyklus über Dostojewski (1932).

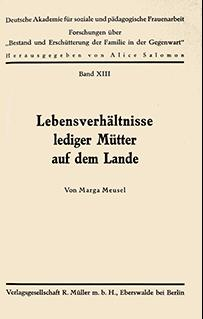
Eine von der Frauenakademie durchgeführte Einzeluntersuchung (1933)

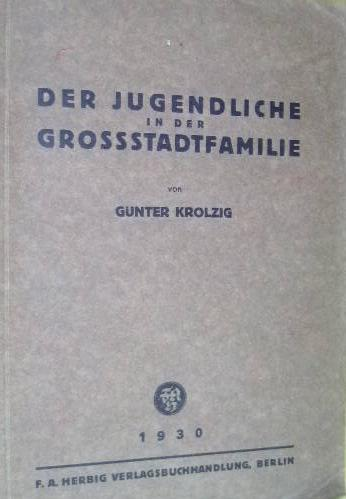
Eine Untersuchung der Frauenakademie von Jugendlichen in der Großstadt (1930)

1926 wurde der Akademie eine Forschungsabteilung angegliedert und zwei Jahre später ein breit angelegtes sozialwissenschaftliches Programm Forschungen über "Bestand und Erschütterung der Familie in der Gegenwart" in Angriff genommen. Die Leitung und Koordinierung der Forschungsarbeit übernahm Alice Salomon zusammen mit Marie Baum. Von 1930 bis 1933 erschienen 13 Monographien (von geplanten 27), u. a. von Marie Baum, Erna Corte, Margarete Meusel, Alix Westerkamp, Elisabeth Luedy und Agnes Martens-Edelmann. Die publizierten Bände sind heute als Dokumente über die Familie in Deutschland unmittelbar vor dem Dritten Reich von Bedeutung. Die Themen der Einzeluntersuchungen (darunter sind zwei von Männern verfasst) lauten:
1. Das Familienleben in der Gegenwart. 182 Familienmonographien, Berlin 1930
2. Zur Struktur der Familie. Statistische Materialien, Berlin 1931
3. Die Familienverhältnisse von Kindern in Kindergärten, Horten und Tagheimen, Berlin 1930
4. Der Jugendliche in der Grossstadtfamilie. Auf Grund von Niederschriften Berliner Berufsschüler und -schülerinnen., von Günter Krolzig, Berlin 1930
5. Rhythmus des Familienlebens. Das von der Familie täglich zu leistende Arbeitspensum, Berlin 1931
6. Die Zusammensetzung des Familieneinkommens, Eberswalde 1931
7. Über die häusliche Hilfeleistung von Kindern und Jugendlichen, Eberswalde 1932
8. Heimlosigkeit und Familienleben. Allgemeine Untersuchung. Bearb. unter Leitung von Hanna Meuter. Verlagsgesellschaft R. Müller, Eberswalde 1932
9. Heimlose Männer, Hg. Hanna Meuter, Eberswalde o. J. (1932)
10. Familienverhältnisse geschiedener und eheverlassener Frauen, Eberswalde o. J.
11. Erwerbstätige Mütter in vaterlosen Familien, Eberswalde o. J.
12. Die hauswirtschaftliche und Mutterschaftsleistung der Fabrikarbeiterin, Eberswalde o. J.
13. Lebensverhältnisse lediger Mütter auf dem Lande, von Marga (d. i. Margarete) Meusel, Eberswalde 1933

Für die ökonomischen, soziologischen und sozialpsychologischen Erhebungen lehnten die Autoren die seinerzeit üblichen naturwissenschaftlichen Forschungsmethoden grundsätzlich ab. Vielmehr mussten sie die Technik des Verstehens herausbilden (Salomon/Baum 1930, S. 10) und kombinierten Angaben aus Bevölkerungs- und Einkommensstatistiken mit der Methode der interpretierenden Beschreibung. Hinzu kamen halbstandardisierte Interviews und Fragebögen mit denen die Wissenschaftler zahlreiche Familien der verschiedenartigen Volksschichten oder Einrichtungen wie Kinderkrippen, -gärten und Horte aufsuchten.
Am 5. Mai 1933 löste Alice Salomon auf einer geheimen Vorstandssitzung die Akademie auf, um sie vor dem Zugriff der Nazis zu retten sowie die jüdischen Mitarbeiterinnen zu schützen. Festzuhalten bleibt, daß hier ein zukunftsträchtiger Zweig der sozialen Ausbildung liquidiert wurde, für den es bis heute kein Äquivalent gibt […]. Ohne Zweifel hätte die wissenschaftliche Entwicklung der Sozialarbeit einen anderen Verlauf gehabt, wenn diese Einrichtung erhalten geblieben wäre.

## Bekannte Absolventinnen
- Martha Bieder, leitete von 1935 bis 1965 die Heimerzieherschule in Basel[8]
- Elmire Coler, leitete u. a. die Berliner Evangelische Soziale Frauenschule der Inneren Mission
- Gertrud Feiertag
- Marianne Hapig
- Margarete Meusel
- Rajna Petkova[9]
- Gertrud Staewen
- Helene Wessel
- Hilde Wulff